# Élysée-fördraget

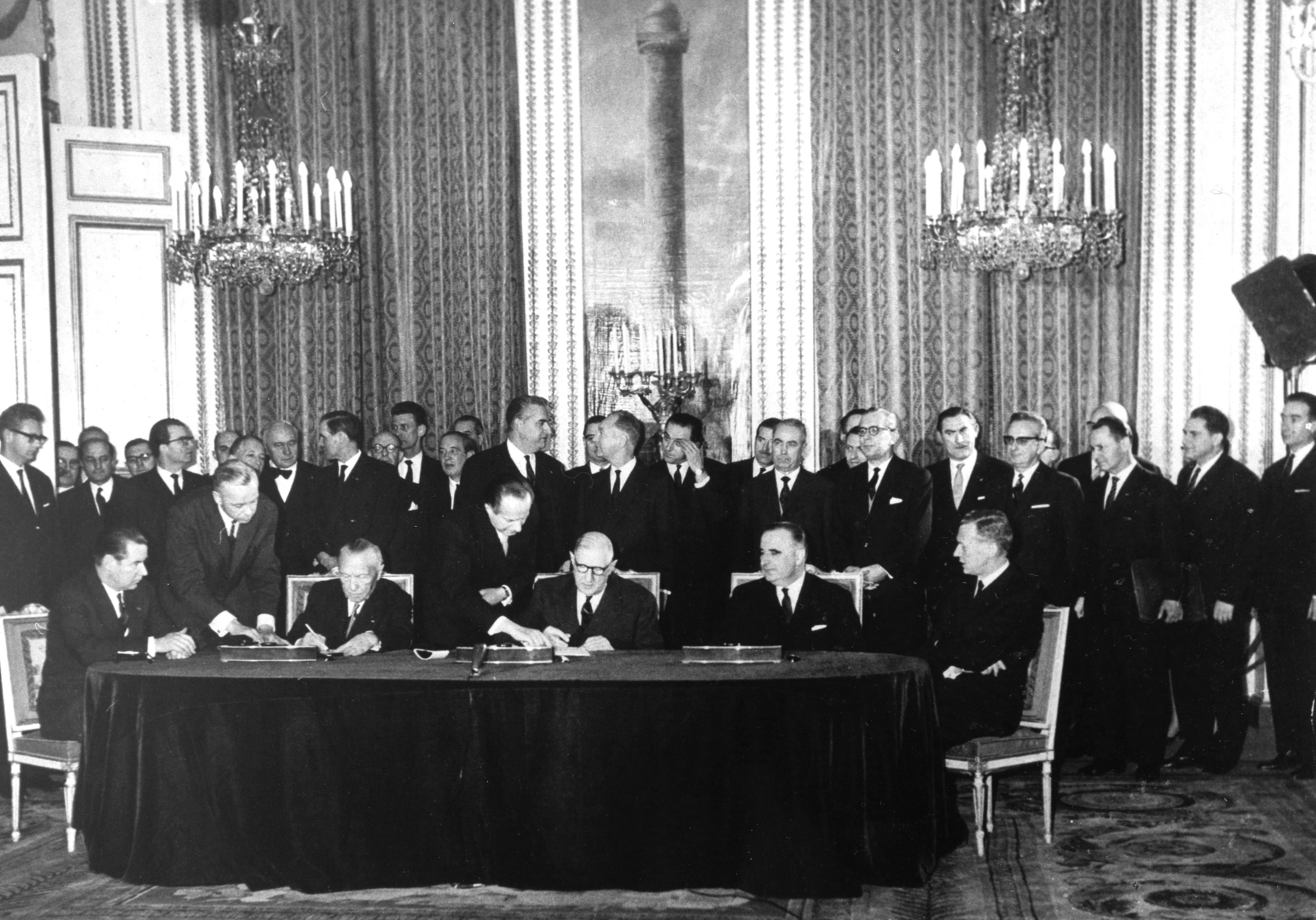
Undertecknandet av fördraget.

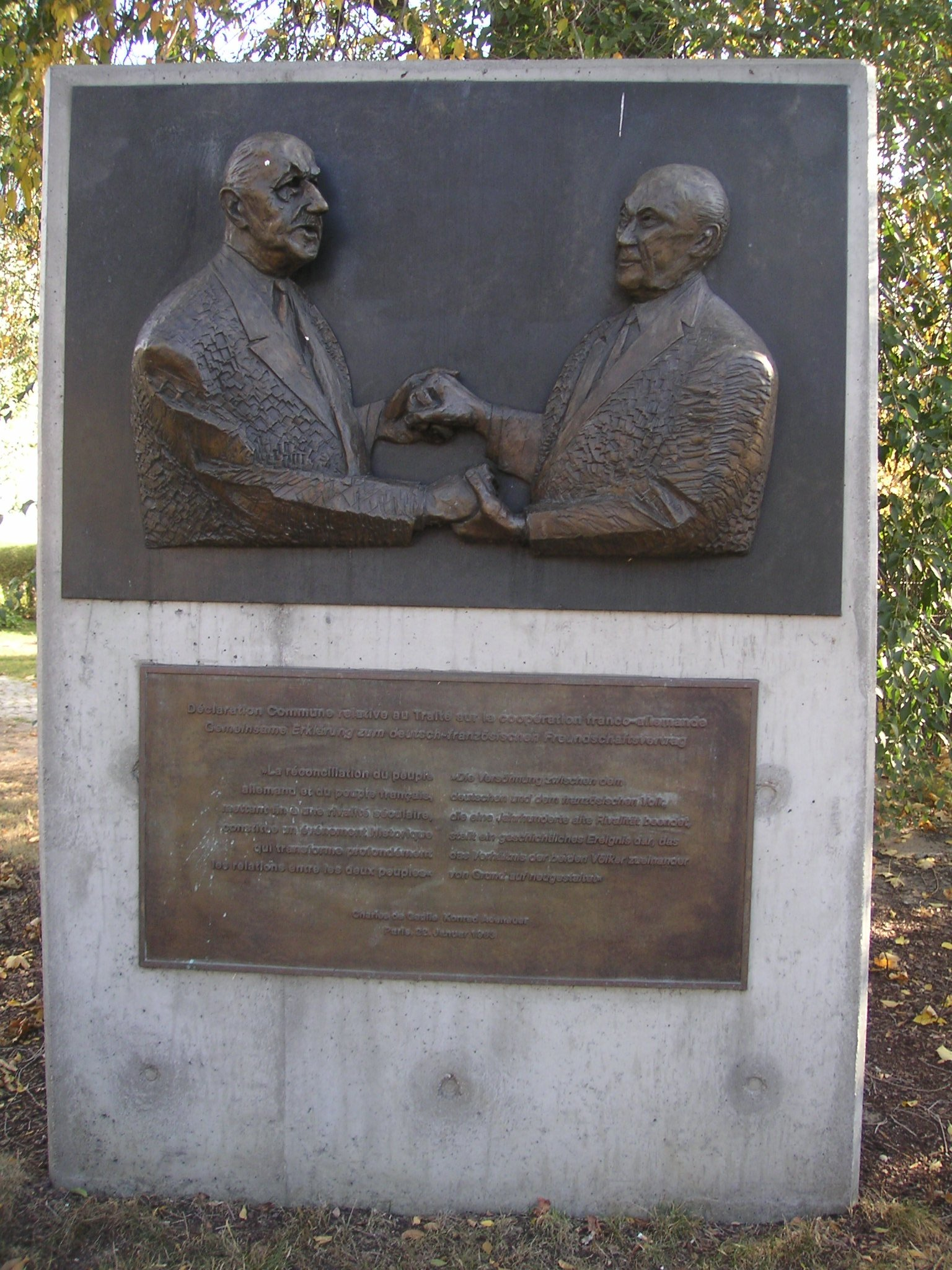
Monument över Élysée-fördraget vid Konrad-Adenauer-Haus i Tiergarten i Berlin.

Élysée-fördraget (franska: Traité de l'Élysée; tyska: Élysée-Vertrag) är ett franskt-tyskt vänskapsfördrag som skrevs under 22 januari 1963 av Västtysklands förbundskansler Konrad Adenauer och Frankrikes president Charles de Gaulle i Élyséepalatset i Paris. Det trädde i kraft den 2 juli 1963.

## Bakgrund
Élysée-fördraget var en milstolpe i ländernas relationer och ses som slutet för arvfiendskapen mellan länderna och starten för ett djupgående samarbete. Fördraget ålägger ländernas regeringar att stämma av med varandra i alla viktiga frågor rörande utrikes-, säkerhets-, ungdoms- och kulturpolitik. Regeringarna träffas regelbundet.
Élysée-fördraget var inte okontroversiellt och det fanns motståndare i bägge länderna. Det var inte heller okomplicerat då ländernas övriga utrikespolitik skilde sig åt: Västtyskland var starkt allierat med USA medan Frankrike försökte bli en motvikt till det amerikanska inflytandet och under de Gaulle åter bli en La grande Nation. Man hade också olika syn på Storbritanniens roll inom det europeiska samarbetet där Frankrike hindrade ett brittiskt medlemskap i Europeiska gemenskaperna under lång tid.

## Eftermäle
Den 22 januari 2019, på årsdagen av undertecknandet av Élysée-fördraget, slöt Frankrike och Tyskland ett nytt fördrag, Aachenfördraget, i Aachen.